# Francis Walsingham

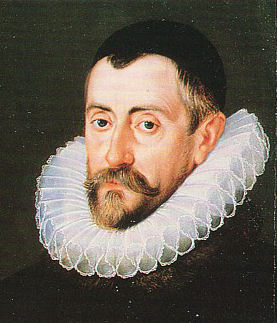
Francis Walsingham, Ölgemälde von John de Critz (um 1587)

Sir Francis Walsingham (* 1532 in Scadbury Park, Chislehurst, Kent; † 6. April 1590 in London) war ein englischer Höfling und Diplomat. Er führte ein Spionagenetz und vereitelte mehrere Attentate auf Elisabeth I. von England (1558–1603).

## Herkunft
Francis Walsingham entstammte der englischen Gentry und war der Sohn des Anwalts William Walsingham und seiner Frau Joyce Denny. Sein Vater starb im Jahr nach seiner Geburt, seine Mutter heiratete später Sir John Carey, einen Verwandten von Elisabeth I.

## Ausbildung
Walsingham studierte ab 1548 am King’s College in Cambridge bei protestantischen Professoren, machte aber keinen Abschluss. 1550 ging er, wie es damals Brauch war, auf eine Grand Tour ins Ausland. 1552 kehrte er zurück und schrieb sich in Gray’s Inn (juristische Fakultät) in London ein. Der Tod von König Eduard VI. und die Thronbesteigung durch die katholische Königin Maria I. ließen ihn England wieder verlassen, dieses Mal zum Zweck eines Rechtsstudiums in Padua. 1555 immatrikulierte er sich als „Francisus Walsinghamus nobilis ex Anglia“ in Basel. Er lernte Sprachen und knüpfte Verbindungen mit Kontaktleuten, die später die Grundlage seines Spionage-Netzes in Europa bildeten. Von April 1556 bis November 1558 besuchte er die Schweiz.

## Politische Karriere

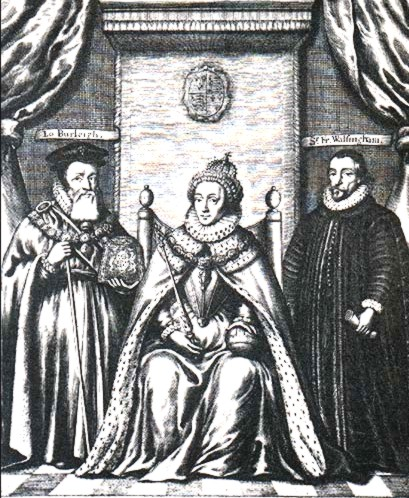
William Cecil, Königin Elisabeth I. und Francis Walsingham (Kupferstich von William Faithorne, 1655)

Als Elisabeth I. den Thron bestieg, kehrte Walsingham nach England zurück und wurde mit der Unterstützung Sir William Cecils zuerst im Wahlbezirk Banbury, dann in Lyme Regis in das Unterhaus des Parlaments, das House of Commons, gewählt. Sir William beauftragte ihn auch, die Ridolfi-Verschwörung aufzuklären.
Walsingham heiratete 1562 die Witwe Anne Carleill, Tochter des Londoner Bürgermeisters George Barnes. Sie starb schon zwei Jahre später. Nach ihrem Tod kümmerte er sich um seinen Stiefsohn Christopher, den Anne mit in die Ehe gebracht hatte. 1566 heiratete er Ursula St. Barbe, Witwe von Sir Richard Worsley, mit der er zwei Töchter hatte, Frances und Mary. Mary starb allerdings im frühen Kindesalter.
In den folgenden Jahren warb Walsingham beim englischen Klerus für Unterstützung der Hugenotten in Frankreich und begann sein später berühmtes Spionagenetz aufzubauen. Einer seiner Spione war Christopher Marlowe, Bühnenautor und Intellektueller, auch der Kryptograph Thomas Phelippes war in seinen Diensten. Zur Ausbildung seiner Agenten gehörte das Abfangen und Entschlüsseln von Briefen, das Fälschen von Handschriften sowie das unbemerkte Aufbrechen und Wiederverschließen von Siegeln.
1570 wurde Walsingham von Sir William Cecil, dem ersten Staatssekretär und späteren Lord Burghley, ausgewählt, um die Hugenotten in ihren Verhandlungen mit Karl IX. um den Vertrag von Blois zu unterstützen. Später im selben Jahr wurde er Nachfolger von Henry Norris als Botschafter in Frankreich. Nach der Bartholomäusnacht wurde seine Residenz in Paris zeitweise zur Zuflucht verfolgter Protestanten. Im April 1573 kehrte er nach England zurück.
Walsingham war so erfolgreich, dass er im Dezember 1573 zum 2. Staatssekretär ernannt wurde, er übte das Amt zunächst gemeinsam mit Sir Thomas Smith aus. Am 1. Dezember 1577 wurde er zum Ritter geschlagen. Die Jahre von 1578 bis 1583 verbrachte er unter anderem damit, sein Netz auszubauen – er bezahlte die Ausgaben von mindestens 50 Agenten aus eigener Tasche. Ebenso in diesen Zeitraum fällt sein Engagement im umfangreichen Wiederaufbau des Hafens von Dover, die Unterstützung des Versuchs von Martin Frobisher zur Entdeckung der Nordwestpassage und die hauptsächliche Förderung der Karriere von Francis Drake.
Im Jahre 1583 besuchte er den schottischen Hof und schuf die Voraussetzungen für den Sturz der für England potenziell gefahrbringenden schottischen Regierung im Jahre 1584. Diese Bewegung in Richtung eines anglo-schottischen Protestantismus verlief anfangs zögerlich, zeigte sich jedoch schnell als stabil und ebnete später den Weg Jakobs VI. auf den englischen Thron.
Zu seinen diplomatischen Erfolgen gehören die Aufdeckung der Throckmorton-Verschwörung und der Babington-Verschwörung. Letztere führte zur Enthauptung von Maria Stuart, Königin von Schottland, im Jahr 1587, an deren Prozess er aktiv teilnahm. Vor der geplanten Invasion der spanischen Armada erhielt er umfangreiche Berichte von seinen Agenten in ausländischen Kaufmannsgemeinschaften und an europäischen Höfen.
Er hatte bis zu seinem Tod einen Sitz im Unterhaus. 1584 war er Mitglied des Komitees, das Ernennungen, Sir Walter Raleigh betreffend, überprüfte. Er brachte einige seiner Bediensteten in öffentlichen Ämtern unter und erhielt selbst die Ämter des Kanzlers des Hosenbandordens und des Kanzlers des Herzogtums Lancaster.
Obwohl er ein gläubiger Protestant und Berater Elisabeths während der mittleren Periode ihrer Regentschaft war, erhielt er wenig materielle Vergütung von ihr. Zwar erhielt er Ländereien und das Recht, Bier und Tuch zu exportieren, doch verwandte er große Summen für die Aufrechterhaltung seines Netzes auf dem Kontinent. Nach 1579 lebte er in Barns Elms in Barnes. Ab 1589 musste er auch noch für Schulden seines verstorbenen Schwiegersohns Sir Philip Sidney einstehen.
Am 6. April 1590 starb Walsingham in der Londoner Seething Lane unter Hinterlassung beträchtlicher Schulden. Seine Tochter Frances erhielt eine Jahresrente von nur 300 Pfund und heiratete im selben Jahr den Günstling Elisabeths I. Robert Devereux, 2. Earl of Essex, der 1601 wegen Hochverrats hingerichtet wurde.